# هونگ هی-گون
هونگ هی-گون (انگلیسی: Hung Hei-gun؛ ۱۷۴۵—۱۸۲۵) یا هونگ شی گوان (چینی: 洪熙官 و پین یین: Hóngxī guān) استاد هنرهای رزمی اهل چین بود که در زمان حکمرانی دودمان چینگ زندگی می‌کرد.
وی یکی از چهره‌های تأثیرگذارِ سبک جنوبی شائولین کونگ‌فو در هنرهای رزمی چینی بود.
وی در غرب با نام‌های دیگری همچون «هونگ هی-گون»، «هونگ هی-کوان» و «هونگ هسی-کوآن» هم شناخته می‌شود.